# Szurcsik József
Szurcsik József (Budapest, 1959. március 3.–) Munkácsy Mihály-díjas, Érdemes Művész, magyar képzőművész, grafikus és festőművész, performer, a Magyar Képzőművészeti Egyetem volt rektorhelyettese, a Grafika tanszék docense, korábbi tanszékvezetője.
„Szurcsik József képzőművész a klasszikus grafikai és festői technikákat és formákat felhasználva saját képi világot alakított ki műveiben. Fő témája az ember. A kezdetektől foglalkoztatják társadalmi és pszichológiai kérdések, az egyén és belső világa, gyötrelmei, az egyén viszonya a hatalomhoz, a társadalomhoz, környezetéhez, a múltjához.
A művész érzékeny szenzorai befogják a külvilágból érkező, nyugtalanító hatásokat és sajátos transzformációkon keresztül a realisztikus elemeket belső, fantázia szülte vizuális jelekkel ötvözve szürreális víziókként jeleníti meg.
Személytelen, szimbolikus alakjai művein különös formában öltenek testet. Emberi motívumait egyéni módon olvasztja össze a környezet elemeivel. Műveire oly jellemző agglutinációi, szürreális képzettársításai az egyén belső világának és a külvilágnak sokszor lehetetlen kapcsolódásait, az élethelyzetek abszurditását tárják elénk. Változatos képi világa többrétűen értelmezhető, jelentésekkel teli rendszert alkot, könnyen dekódolható, direkt üzenetekkel és rejtőzködő, mögöttes tartalmakkal. Festményein, szobrain, melyeken az archaizálás eszközével is él, az agglutinációkkal, összenövésekkel változatos formákat ad lelki és tudati sokféleségeinknek.
Művein meghatározó az ember és táj kapcsolata. A táj tágasságával és organikus, naturális jellegével ellenpontot képez az ember által emelt geometrikus struktúrákkal, a bezártsággal és az egyén önmagát is torzító konstrukcióival szemben."Sz. Molnár Erika művészettörténész
A fej oldalra fordul, egész vékonnyá laposodik, mint egy királyprofil az aranytalléron. Szurcsik József évtizedek óta festi, rajzolja és mintázza ezt a logószerű örök motívumot, az épület-testű lapos arcélű embereket.

## Életpályája
Művészcsaládban nőtt fel, édesapja Szurcsik János festőművész, édesanyja Sárkány Anna festő és gobelinművész, akiknek tehetségét fiuk, József is örökölte. Képzőművészi pályafutásában fontos tényező volt a Képzőművészeti Főiskola, melyen, sokszorosított grafika szakon tanult 1980-tól 1985-ig. Majd ugyanitt 1985 és 1988 között művésztovábbképző mesterkurzuson vett részt és elnyerte a Derkovits-ösztöndíjat.
1986-ban a Hangár című kiadvány számára készített borítóképet, melyen először jelent meg a később védjegyévé vált, profilból ábrázolt férfifej. 

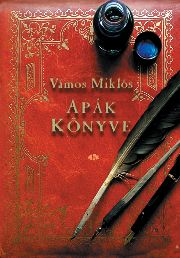
Vámos Miklós: Apák könyve illusztrálta:Szurcsik József

Kortársaival, mint Gerber Pál, Gaál József, Rácmolnár Sándor, Gerhes Gábor, Kicsiny Balázs, sajátságos képi világot alakított ki, mely tartalmilag különböző, de logikailag többnyire azonos képi és esztétikai elemekre épül.
Nagyon sokoldalú művész, litográfiákat, szitanyomatokat, rézkarcokat készít. A sokszorosító grafika valamennyi ágával foglalkozik. Nagyméretű pasztellképeket, egyéni technikával akril-olaj képeket fest, ceruza- és tollrajzokat készít. Kisplasztikákat, festett szerszámszobrokat alkot, kísérletezik a térbeliség lehetőségeit kihasználva, plasztikus, színes papírinstallációkkal. Jelentősek díszlet- és könyvtervezései, illusztrációi. Többek között Vámos Miklós nagy sikerű Apák könyve című könyvének borítóját is ő tervezte.
Szurcsik József műveivel rendszeresen szerepel hazai és külföldi tárlatokon, szimpozionokon, Mexikótól Japánig, egyéni kiállításai voltak Szófiától Helsinkin át New Yorkig.
Képzőművészeti munkássága mellett hosszú ideje részt vesz a művészeti felsőoktatásban is.
2006-2009 az egri Eszterházy Károly Főiskola Vizuális Művészeti Tanszék vezetője,
2014-2016 a Magyar Képzőművészeti Egyetem oktatási rektorhelyettese,
2015-2022 a Magyar Képzőművészeti Egyetem Grafika Tanszékének vezetője,
2021-2022 a Magyar Képzőművészeti Egyetem általános rektorhelyettese.
A Magyar Művészeti Akadémia rendes tagja.
Az 1986-ban létrehozott „rendszerváltó“ Art Reaktor művészeti-zenei csoport alapító tagja, emellett számos zenei formációban, művész zenekarban játszott az Erste Benedict-től a Tapasztalt Ecseteken át a Budapest Noise, vagy a Face2Face-ig.
2020-ban a Műcsarnok Szabadjáték – II. Képzőművészeti Nemzeti Szalon és a
Szabadjáték – Szobák című kiállítások kurátora.
A művészek iránta táplált bizalmát, szakmai megbecsültségét bizonyítja, hogy az elmúlt évtizedek során számos alkalommal kérték fel kiállítások, pályázatok, ösztöndíjak zsűrijében való részvételre, rendszeresen kérik föl kiállítások megnyitására, tárlatvezetésekre.
1998-2000, 2004-2007 a Nemzeti Kulturális Alap képzőművészeti kuratóriumának tagja volt.
Részt vett többek között a Derkovits Ösztöndíj Bizottság, a Hódmezővásárhelyi Őszi
Tárlat, a Szegedi Táblaképfestészeti Biennále, a Miskolci Grafikai Biennále, az Amadeus Ösztöndíj, a Szolnoki Nemzetközi Képzőművészeti Filmfesztivál zsűrijében.
Megnyitotta kortársainak - sokak között Bukta Imrének és Gaál Józsefnek - valamint számos pályakezdő fiatal művésznek a kiállítását, vagy a Derkovits Ösztöndíjasok tárlatait a Műcsarnokban, illetve Szolnokon. Több kiállításon tartott tárlatvezetést, melyekkel a szakmai közönségen túl, a művészetet kedvelő laikus közönség körében is népszerűsítette a képzőművészetet a Műcsarnokban, a Magyar Nemzeti Galériában, a debreceni Modemben is.
További szakmai vezető tevékenységei:
1989-1990 BIG. OY. reklámügynökség, Helsinki - kreatív igazgató
1992-2022 Magyar Grafikusművészek Szövetsége - elnökhelyettes
1994-1996 DDB Needham reklámügynökség, Budapest - művészeti igazgató
1996 -1999 European Council of Artists, Koppenhága - végrehajtó bizottsági tag, Közép-Kelet-Európa referens
2013 “Hang-Szín-Hely”, Képzőművészek Élőzenei Fesztiválja, vezető kurátor, alapító- szervező, fesztiváligazgató
2015-16-ig től a Magyar Festészet Napja Alapítvány elnöke volt

## Tagságok

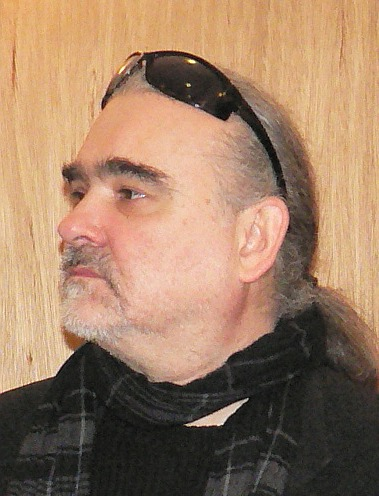
Szurcsik József (2012)

- 1985- Fiatal Képzőművészek Stúdiója
- 1986-88 Art-Reaktor művészeti – zenei csoport alapító tagja
- 1991- Folyamat Társaság tagja
- 1992- Magyar Képzőművészek és Iparművészek Szövetsége tagja,
- 1992- Magyar Grafikusművészek Szövetsége tagja,
- 1992- a MAMŰ Társaságnak a tagja
- 1992- a Magyar Illusztrátorok Társaságának a tagja
- 1996-99 European Council of Artists végrehajtó bizottsága tagja
- 1998-2000, Nemzeti Kulturális Alap képzőművészeti kuratóriumának tagja
- 2004-2007 Nemzeti Kulturális Alap képzőművészeti kuratóriumának tagja
- Folyamat Társaság

## Díjak, ösztöndíjak
- 1985. Kondor Béla emlékérem, Magyar Képzőművészeti Főiskola
- 1986. Fiatal Képzőművészek Stúdiójának díja, Budapest
- 1987. „Le Surrealisme", 15' Salon International Silver Prize, Revin, Franciaország
- 1988-90 Derkovits Gyula képzőművészeti ösztöndíj
- 1989. XIV. Miskolci Grafikai Biennále, Kondor Béla díj, Miskolc
- 1990. „A változás jelei" plakátkiállítás díja, Magyar Nemzeti Galéria, Budapest
- 1991. XV. Miskolci Grafikai Biennále fődíja, Miskolc
- 1992. 4th International Cairo Biennale, első díj, Egyiptom
- 1993. Római ösztöndíj, Magyar Akadémia, Róma
- Bajor Kormány ösztöndíja, München, Németország
- 1997. Munkácsy Mihály-díj, The Masters of Graphic Arts , 4. Nemzetközi Grafikai Biennále Győr
- 1998. Magyar Aszfalt Kft. Festészeti díja
- 2001. „BEIJ' 01.- I. Japán Illusztrációs biennále" díja
- 2003. Hungart ösztöndíj, Budapest
- 2006. Az év grafikája díj, Budapest
- 2006. Miskolci Grafikai Biennále díja
- 2007. A 29. Salgótarjáni Tavaszi Tárlat díja
- 2023. Érdemes Művész

## Kötetei
- Bestiarium humanum; Pauker Holding Kft., Budapest, 2020 (Pauker collection)